# Lưu Hoàng Trâm
Lưu Hoàng Trâm (sinh ngày 16 tháng 8 năm 1974) là một diễn viên, người mẫu và doanh nhân gốc Việt sống tại Houston, Texas. Cô đạt danh hiệu Hoa hậu Quý bà Hoàn vũ năm 2017. Ngoài ra Lưu Hoàng Trâm đã được trao danh hiệu Hoa hậu Quý bà Hoà bình năm 2016. Cô được biết đến nhiều nhất với danh hiệu Hoa hậu Quý bà Hoàn vũ Thế giới 2017.

## Tiểu sử
Lưu Hoàng Trâm sinh ngày 16 tháng 8 năm 1974 tại thành phố Đà Nẵng, Việt Nam. Cha mẹ cô là hai giáo sư. Cha cô qua đời khi cô còn 4 tuổi. Năm 1991, Trâm cùng mẹ và hai chị gái đến Mỹ. Trâm học tại trường trung học Robert E Lee và tốt nghiệp với bằng MBA tại Đại học Houston.

## Sự nghiệp
Năm 2016, Trâm tham gia một trong những chương trình thời trang lớn nhất tại Houston và sau đó tham gia cuộc thi Hoa hậu Quý bà Hoà bình tại Seattle, Washington và giành chiến thắng. Trâm đựoc biết đến nhiều hơn tại Houston và được mời dẫn dầu trên sàn diễn cho một chương trình thời trang.
Năm 2017, Trâm quyết định tham gia cuộc thi Hoa hậu Quý bà Hoàn vũ tại Durban, Nam Phi và được trao danh hiệu Hoa hậu Quý bà Hoàn vũ. Trong cùng năm 2017, Hoàng Trâm đi du lịch khắp thế giới và được mời làm trọng tài tại các cuộc thi hoa hậu. Năm 2018, cô tham gia với tư cách giám khảo cho cuộc thi Hoa hậu Trái Đất tại Manila, Philippines cùng với nhạc sĩ nổi tiếng Shontelle. Trong năm này, Trâm cũng xuất hiện trong nhiều chương trình thời trang và hoa hậu.

### Người mẫu ảnh
Lưu Hoàng Trâm là một trong những hoa hậu chăm chỉ hoạt động và được chọn làm ảnh bìa trên nhiều Tạp chí. Trong năm 2017 và 2018, cô đã xuất hiện trên Tiếp Thị Gia Đình, Her World Vietnam, F Fashion TV, Gia's USA và 2 lần trên Harper's Bazaar Vietnam. Trong năm 2019 và 2020, Trâm được chọn làm gương mặt ảnh bìa cho một số tạp chí như Phụ Nữ Việt Nam, Tiếp Thị Gia Đình và Harper Bazaar. Trong năm 2021, Trâm tiếp tục xuất hiện trên bìa của các tạp chí trong và ngoài nước như L'Officiel India, FHM India, Maxim France, Tiếp Thị Gia Đình và Harper's Bazaar Vietnam. Trong năm 2022 và 2023, Trâm đã xuất hiện trên tạp chí Glamour Bulgaria, Playboy Kazakhstan, Her World Vietnam, Bazzaar Vietnam và nhiều tạp chí khác. Ngoài ra cô cũng xuất hiện với vai trò diễn viên trong một bộ phim tại Houston. Cùng năm 2022, cô được vinh danh Bazaar Star Award hạng mục Nữ doanh nhân của năm và cũng lên bìa tạo chí này. Năm 2023, tiếp tục những hoạt động năng nổ của mình, cô lại được chọn làm khuôn mặt bìa cho tạp chí GMARO.

### Kinh doanh
Năm 2023, Hoàng Trâm bắt đầu một dự án kinh doanh riêng về sắc đẹp.